# 女三四郎
女三四郎（おんなさんしろう）とは、柔道の強い女性（女性柔道家）のことを指す呼称。富田常雄の長編小説『姿三四郎』に由来。

## 概要・歴史
女三四郎という呼称の登場には、まず「三四郎」という呼称が強い男性柔道家を指す提喩として十分に定着することが必要である。三四郎が柔道の名手とされたのは、富田常雄の長編小説『姿三四郎』（1942年 - 1944年）においてであった。さらに1943年（昭和18年）には黒澤明によって同名の映画が作られた。
講道館女子部が発足したのは1926年（大正15年）のことであり、小崎甲子が最初の女子初段に序せられたのは1933年（昭和8年）のことであった。そして、映画・テレビによるイメージ喚起も、名称定着に一役買ったであろう。女三四郎という呼称は川路龍子主演の1950年（昭和25年）の映画『女三四郎』や1970年（昭和45年）の大映テレビ制作の同題のテレビドラマによって広く知られた。1972年（昭和47年）に発表された梶原一騎原作の漫画『柔道讃歌』でも、主人公の母の天才柔道家が女三四郎と形容されるなど、女三四郎の名称が定着しつつあった。
世界柔道選手権大会で女子大会が開催されたのは1980年（昭和55年）からであり、オリンピックで女子柔道が開催されたのは1988年（昭和63年）のソウル五輪からである（公開競技。正式種目となったのは1992年）。当時全盛期にあった山口香は当然のように女三四郎と謳われた。これに対して、山口の後に女子柔道界を引っ張った田村亮子は、同時期に人気を博していた浦沢直樹の漫画『YAWARA!』のヒロインに因み、ヤワラちゃんと呼ばれた。
近年では、前田桂子が1999年の世界柔道で19歳にしてオール一本勝ちで優勝を飾った際に女三四郎と形容された。
その後、筑波大学で前田の2年後輩となる同じ63kg級の谷本歩実が女三四郎と称されることとなった。アテネ・北京五輪で連覇したという実績だけでなく、彼女の師・古賀稔彦も、現役時代は「平成の三四郎」と呼ばれていたことにも起因する。